# Man Chong
Man Chong (... – 243 circa) è stato un ufficiale e stratega cinese del periodo dei Tre Regni.
Con Cáo Cāo fin dall'inizio, Man Chong ebbe ruoli importantissimi nelle campagne di Cáo Cāo. Molti suoi interventi si conclusero positivamente, dandogli gloria e potere. Nella formazione dell'Impero di Wei ricordiamo che Man Chong fece disertare Xu Huang e lo fece schierare con Cáo Cāo, anche se in seguito Xu Huang rifiuterà di uccidere il suo ex superiore. Nella Battaglia di Guandu protesse Yan Jin dagli attacchi del generale di Yuan Shao Wen Chou, che aveva sconfitto sia Xu Huang che Zhang Liao (verrà fermato e ucciso da Guan Yu). Combatté anche a Chi Bi.
Il miglior momento di gloria di Man Chong venne nel 219, quando Guan Yu marciò con l'esercito Shu su Fanchen. Man Chong, ufficiale del comandante Cao Ren, suggerì al suo superiore tattiche geniali che fermarono e respinsero Guan Yu fino alla sua disfatta. Venne spesso lodato da Cáo Cāo per la sua bravura e per la sua intelligenza.